# Стен Марш
Стенли Рендал Вилијам "Стен" Марш (енгл. Stanley Randall William "Stan" Marsh) измишљени лик је из цртане серије Саут Парк. Стен је прилично добар дечко, са нормалним намерама у животу. Са оцем који се често напије код куће и на утакмицама, али нормалном мајком прилично је лепо васпитан. У забава са Кајла Брофловског. „здравне идеје“. Високо је моралан и има чисто срце.
Овом анимираном лику глас даје Треј Паркер. Стен је четврти разред основне школе у градићу Саут Парк, Колорадо. Стен живи са својим оцем Рендијем који је по занимању геолог, са својом мајком Шерон која је по занимању секретарица у болници и са својом сестром Шели која га малтретира без разлога. Он исто живи са својим дедом паралитичаром Марвином који га упорно зове Били.